# Carlo d'Aquino
Carlo d'Aquino (Napoli, 15 aprile 1654 – Roma, 17 maggio 1737) è stato un gesuita, letterato e lessicografo italiano.

## Biografia
Carlo d'Aquino nacque a Napoli nel 1654. Il padre era il noto mercante e finanziere Bartolomeo d'Aquino (1609-1658, principe di Caramanico dal 1641), il quale da origini umili era divenuto uno dei personaggi più influenti del viceregno di Napoli tra gli anni 40 e 50 del 1600. La madre era Barbara Stampa (1621-1690), figlia del nobile milanese Ermes Stampa, marchese di Soncino (figlio di Massimiliano II Stampa e Marianna de Leyva). Il vescovo Tommaso d'Aquino (1657-1732) era fratello di Carlo.
Studiò al Collegio Romano, dove fu poi professore di retorica e prefetto agli studi; suo allievo, ma a Macerata, fu anche il Crescimbeni. Profondo conoscitore del latino, compose in questa lingua tre volumi di Carmina (Roma, 1701-1703), due volumi di Orationes (Roma, 1704) e soprattutto una serie di lessici: Lexicon militare, Roma, 1724: Vocabularium architecturae aedificatoriae, Roma, 1734; Nomenclator agricolturae, Roma, Roma, 1736. La sua opera maggiore e più nota è però la traduzione in latino della Divina Commedia di Dante: Della Commedia di Dante Alighieri trasportata in terso latino eroico, 3 voll, Napoli (ma Roma), 1728.
Le Similitudini - una preparazione alla sua opera maggiore - consistono nella traduzione (con testo a fronte) appunto delle "similitudini" del poema dantesco; la prefazione spiega i criteri della traduzione e discute la scelta dell'esametro virgiliano.